# Страхиња Блажић
Страхиња Блажић (Београд, 17. март 1990) српски је филмски, телевизијски, позоришни и гласовни глумац.

## Биографија
Уписао је Факултет драмских уметности у Београду 2011. године у класи професора Драгана Петровића Пелета и студирао заједно са Марком Грабежом, Анђелом Јовановић, Јованом Стојиљковић, Вучићем Перовићем.
Заједно с колегом Марком Грабежом основао је музички састав CheGuerillaz који је постојао до концерта у „Божидарцу” 2014. године. Убрзо након тога се разишао, а Грабеж је с бубњаром Иваном Павловићем Гизмом радио на стварању новог бенда.
Активно игра на филму, телевизији и у позоришту. Живи и ради у Београду.

## Филмографија
| Год.          | Назив               | Улога                          |
| ------------- | ------------------- | ------------------------------ |
| 2000-е        |                     |                                |
| 2009.         | Сељаци              | Верољуб                        |
| 2010-е        |                     |                                |
| 2015.         | Бићемо прваци света | Небојша Поповић                |
| 2015.         | Изгледа да смо сами | Ђорђе                          |
| 2015.         | Отаџбина            | шанкер                         |
| 2016.         | Прваци света        | Небојша Поповић                |
| 2017.         | Петља               |                                |
| 2019.         | Здрав               | ортак                          |
| 2019.         | О животу и о смрти  | супруг труднице пред порођајем |
| 2019.         | Група               | Коста                          |
| 2019. - 2020. | Швиндлери           | Станислав Игњатовић            |
| 2020-е        |                     |                                |
| 2020.         | Анин свет           | Ђоле                           |
| 2020.         | Ургентни центар     | Стрибор                        |
| 2021.         | Лихвар              | Рамљан                         |
| 2021.         | Пуцњи у Марсеју     | Мијо Краљ                      |
| 2021.         | Страхиња Бановић    | Урош                           |
| 2021.         | Пиштољ и кациге     | Сакис                          |
| 2021.         | Црна свадба         | млади Марко Стошић             |
| 2021.         | Феликс              | Драган                         |
| 2022.         | Златни дечко        | Тони                           |
| 2022.         | Клан                | Жељко                          |
| 2022.         | Златни дечко        | Тони                           |
| 2023.         | Бранилац            | адвокат Милан Вујин            |
| 2023.         | Немирни             | Вукашин Бановић                |
| 2023.         | Заштита пре свега   |                                |
| 2023.         | Посета              | Андреј                         |
| 2023.         | Тунел               | Никола Жарковић                |
| 2023. - 2024. | Певачица            | инспектор Пекић                |

| Улоге у синхронизацији |                                        |               |                   |                |
| Година                 | Српски назив                           | Изворни назив | Улога             | Напомена       |
| 2020-2021.             | Тоботи (сезоне 2-4)                    |               | Господин Маџико   | цртани серијал |
| 2020.                  | Бејблејд бурст: Уздизање               |               | Фумија Киндо      | аниме серијал  |
| 2020.                  | Бакуган: Планета битке (епизоде 27-50) |               | Бентон Даск       | аниме серијал  |
| 2021.                  | Винкс (сезона 8)                       |               | Брендон           | цртани серијал |
| 2021.                  | Бакуган: Оклопни савез                 |               | Бентон Даск, Аџит | аниме серијал  |
| 2021.                  | Смешарики: Пин код (сезона 2)          |               | Јежић             | цртани серијал |
| 2021.                  | Трансформерси: Сајбер свет (сезона 3)  |               |                   | цртани серијал |
| 2022.                  | Бејблејд бурст: Серџ                   |               |                   | аниме серијал  |